# Джек Гаркнесс
Капітан Джек Гаркнесс (англ. Jack Harkness, справжнє ім'я невідоме) — вигаданий персонаж британського науково-фантастичного серіалу «Доктор Хто» та його спін-офу «Торчвуд». Уперше Джек Гаркнесс у виконанні Джона Барроумена з'явився в епізоді «Порожня дитина» серіалу Доктор Хто і став супутником Дев'ятого Доктора. Персонаж Барроумена настільки сподобався глядачам, що 2006 року було розпочато знімання спін-офу серіалу під назвою «Торчвуд». Таким чином Джек став третім персонажем серіалу, що отримав власний спін-оф. При цьому періодично Джек з'являвся в «Доктор Хто» протягом 2007–2009-их років разом із десятим втіленням Доктора, а також у спеціальних випусках 2009 року. Повернувся на екрани у 2020 році в 5 серії 12 сезону.
Хронологічно капітан Джек Гаркнесс з'являється вперше у LI сторіччі як мандрівник у часі. Внаслідок його смерті та воскресіння сутністю Злого Вовка, яку поглинула Роуз Тайлер, у фіналі першого сезону серіалу, Джек стає абсолютно безсмертним. На Землі він стає членом вигаданого інституту Торчвуд-3, а через століття очолює його.
Джек став першим відверто бісексуальним супутником Доктора в історії серіалу. Проте чи не найяскравіше дані особливості його образу виявились саме в сюжеті серіалу «Торчвуд».
Окрім серіалу, Джек Гаркнесс з'явився в кількох книгах та коміксах, присвячених Доктору Хто. За свою роль Барроумен був номінований на кілька нагород.

## Поява
Біографію персонажа описано відповідно до хронології серіалів «Доктор Хто» та «Торчвуд»

### Телебачення
Джек Гаркнесс уперше з'явився на телебаченні в епізоді «Порожня дитина» телесеріалу «Доктор Хто» 2005 року. Дев'ятий Доктор та Роуз Тайлер зустрічають капітана Гаркнесса під час бомбардування Лондона 1941 року. Джек представився як офіцер королівських військово-повітряних сил. Проте, як потім дізнається Доктор, він насправді був співробітником Агентства Часу з LI сторіччя, який покинув службу через незрозумілу амнезію, що викреслила з його пам'яті два роки його життя. Джек має власний космічний корабель, як і Доктор, користується психопапером, звуковим бластером, що схожий за своєю дією на звукову викрутку Доктора, а також портативним телепортом та маніпулятором виру часу, які він носить на зап'ястку.
Ставши шахраєм, Джек Гаркнесс спричиняє зараження жителів Лондона 1941 року наногенами. Мільярди наногенів вивільнилися з медичного космічного корабля: помилково зчитавши генетичний код мертвого хлопчика у протигазі, вони почали перетворювати лондонців на зомбі. Джек намагався провернути свою вже традиційну схему, продавши агентам часу корабель, звісно, за надмірну ціну, а тоді втекти, доки агенти не помітять, що їх ошукали. Та зрештою Джек переглядає власні погляди і розпочинає активно допомагати Докторові та Роуз у справі деактивації наногенів. Щоб врятувати їх, Джек телепортує на свій корабель німецьку бомбу. Доктор забирає Джека разом із собою і робить його новим членом команди.
Джек Гаркнесс повертається 2006 року у спін-офі «Торчвуд», де він є лідером інституту Торчвуд-3 у Кардіффі. Завдання цієї установи — запобігання інопланетним загрозам і моніторинг просторово-часового розламу, на якому, власне, і розташувався інститут.